# Hertelidea
Hertelidea is een geslacht van korstmossen behorend tot de familie Stereocaulaceae. De typesoort is Hertelidea botryosa deze komt wereldwijd voor. De meeste andere soorten in het geslacht komen alleen in Australië voor. 

## Soorten
Volgens Index Fungorum bevat het geslacht acht soorten (peildatum december 2023):
| Soortnaam                 | Auteur(s)                     | Publicatiejaar |
| ------------------------- | ----------------------------- | -------------- |
| Hertelidea aspera         | (Müll. Arg.) Kantvilas & Elix | 2005           |
| Hertelidea botryosa       | (Fr.) Printzen & Kantvilas    | 2004           |
| Hertelidea eucalypti      | Kantvilas & Printzen          | 2004           |
| Hertelidea geophila       | Kantvilas & Printzen          | 2004           |
| Hertelidea printzenii     | Rodr. Flakus                  | 2020           |
| Hertelidea pseudobotryosa | R.C. Harris, Ladd & Printzen  | 2004           |
| Hertelidea stipitata      | Rodr. Flakus                  | 2020           |
| Hertelidea wankaensis     | Kantvilas & Elix              | 2006           |